# Josef Moser (Heimatdichter)
Josef Moser (* 27. Februar 1812 in Parz, Gemeinde Grieskirchen; † 27. April 1893 in Steyr) war ein österreichischer Arzt und Heimatdichter in Oberösterreich. Er wirkte 33 Jahre als Gmoabader in Klaus an der Pyhrnbahn. 

## Leben

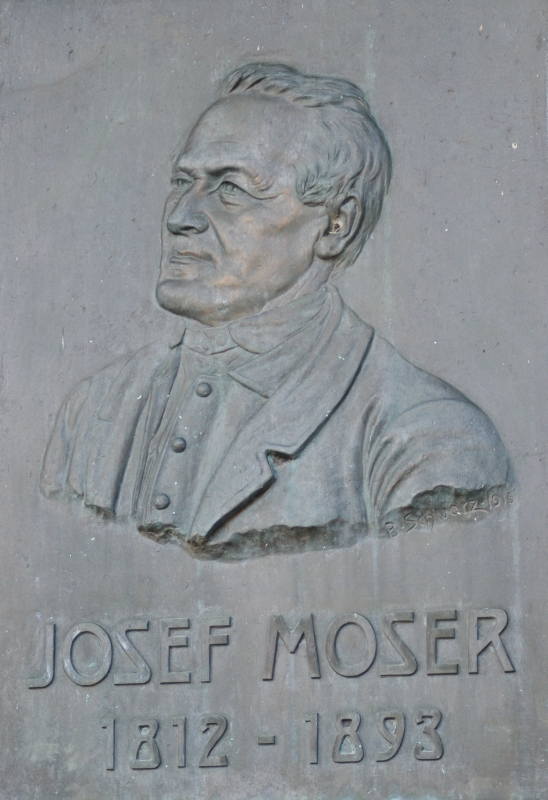
Bader Moser Gedenktafel in Klaus an der Pyhrnbahn

Josef Moser kam im Schloss Parz auf die Welt, wurde jedoch von seiner Mutter zu deren Schwester Elisabeth Pachner von Eggerstorf gegeben. Die Ziehmutter schickte ihn im Alter von zehn Jahren an das Stiftsgymnasium nach Kremsmünster, danach kam er an das Priesterseminar nach Linz. Zwei Jahre später übersiedelte er nach Salzburg in die Chirurgenschule. Als Baderprovisor begann Josef Moser seine Arbeit als Arzt in Schlierbach und übernahm 1836 die Stelle als Gemeindebader in Klaus. Im selben Jahr heiratete er Barbara Stoppauer, eine gebürtige Vorchdorferin, die in ihren 41 Ehejahren acht Kinder zur Welt brachte. 
Die Familie lebte in einem kleinen Haus unterhalb des Schlosses, welches 1905 beim Bau der Pyhrnbahn abgerissen wurde. Außer einem Intermezzo von zwei Jahren in Ottensheim war Josef Moser fast vier Jahrzehnte als Bader in Klaus und Umgebung tätig. 
Weil das Leben in der Bergregion zu beschwerlich wurde, ließ er sich 1876 aus Altersgründen als Arzt in Sierninghofen nieder und ging 1881 in den Ruhestand nach Sierning. Seine Frau Barbara wurde bereits 1877 am Sierninger Friedhof beerdigt. 1888 wurde Josef Moser von seiner Tochter Emma nach Steyr geholt und bis zu seinem Tod am 27. April 1893 im sogenannten Neulustschlössel von ihr gepflegt. Sein in einem Gedicht geäußerter Wunsch, in Klaus begraben zu werden, erfüllte sich nicht. Er bekam in Steyr ein Ehrengrab.

## Wirken
Moser, dem scharfer Beobachtungssinn nachgesagt wurde, gehört zu den herausragenden Vertretern der oberösterreichischen Mundartdichtung. Sein Gedicht „Hoamweh“ wurde fast zum Volkslied. In seinen hochdeutschen Arbeiten präsentiert er sich als politisch denkender Mensch mit scharfen Akzenten. In seinem Nachlass befinden sich zirka 500 Gedichte, Skizzen, Entwürfe sowie Erzählungen. Zu Mosers Vorbildern zählten Aloys Blumauer, Heinrich Heine und Nikolaus Lenau.
Zur Veröffentlichung seiner Gedichte konnte er nur schwer überredet werden, da er nach eigenen Aussagen „nur für sich selbst gedichtet habe, aus Langeweile“. Der Stelzhamerbund gab 1889 einen wesentlichen Teil der Dichtungen Mosers im Sammelwerk Aus dá Hoamát im Band III Schosser und Moser heraus.
Seine kritischen Texte wurden sogar im Münchner Abendblatt veröffentlicht und für die Mächtigen seiner Zeit war er ein Rebell, der öffentlich seine Meinung sagte und damit bei der Obrigkeit aneckte. Dabei war er ein Schreiber des Volkes. In seinen Gedichten charakterisierte er die einfachen Leute und die politischen Begebenheiten seiner Zeit. Er konnte beobachten und zuhören und machte sich zu vielen politischen Themen seine Gedanken, die er niederschrieb.

## Werke (Auswahl)
- Bilder aus dem Natur- und Volksleben der oberösterreichischen Alpen, herausgegeben von Hans Zötl In: Aus dá Hoamát, Band 23, Teil 2, 1925;
- Epigramme auf Staatsmänner, Dichter, Industrielle;
- Hochdeutsche Dichtungen; 1913;

## Gedenken

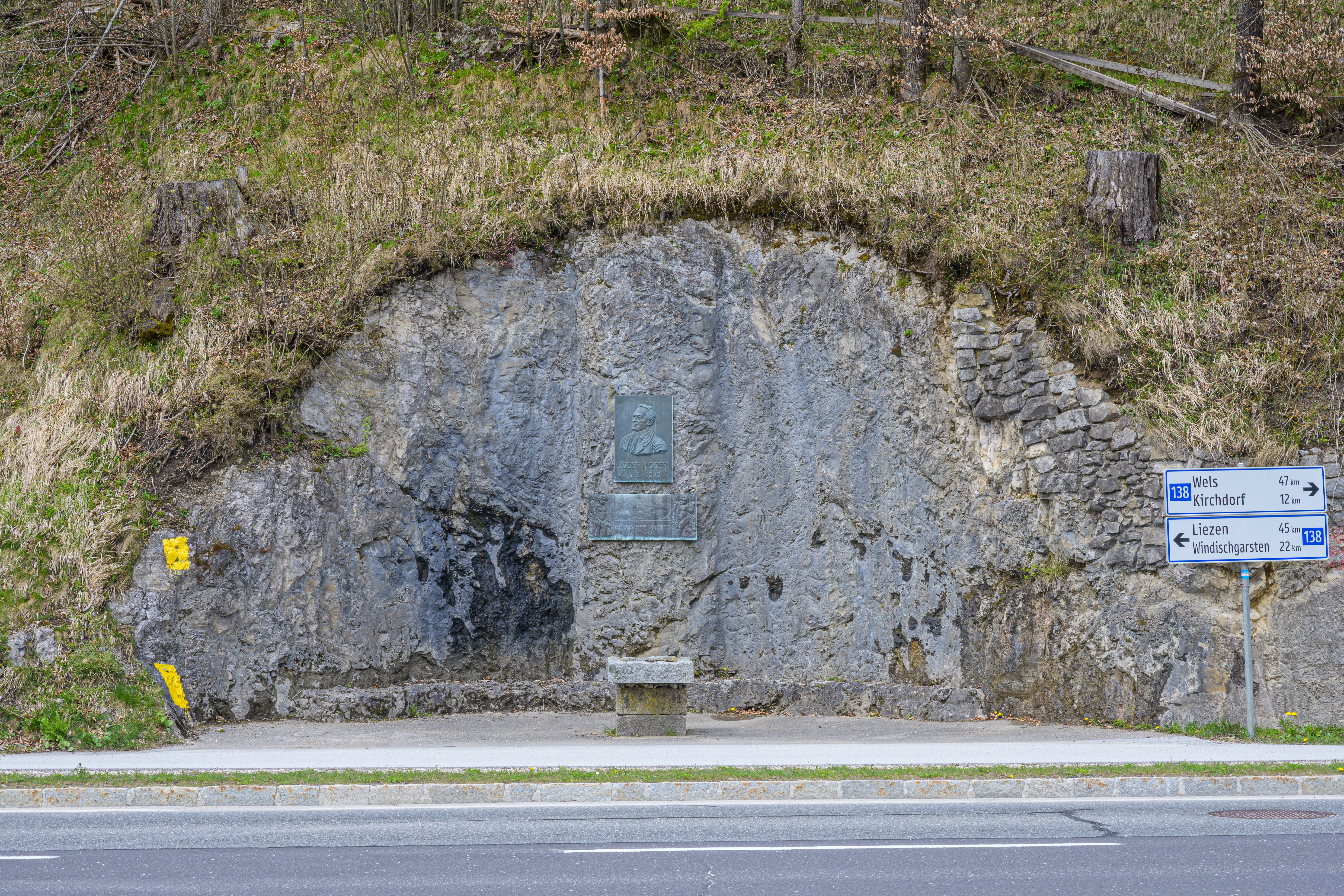
Denkmal Josef Moser, Klaus an der Pyhrnbahn

Etwa zwanzig Jahre nach seinem Tod gründete sich ein „Denkmalkomitee“. Am 3. August 1913 wurde das Bader-Moser-Denkmal in Klaus enthüllt. Trotz regnerischem Wetter kamen etliche hundert Menschen. Alleine die Festgäste aus dem Steyrtal füllten zwei Sonderzüge. Heute ist dieses Denkmal unmittelbar an der Bundesstraße 138 neben der Staumauer Klaus zu finden. Weiters erinnern die Bader-Moser-Straße in Micheldorf sowie sein Ehrengrab in Steyr an den Heimatdichter.
Zur Erinnerung an seinen 100. Geburtstag ließ im Jahre 1912 Mosers Schwiegersohn Franz Kirchberger das Buch „Josef Moser, ein deutscher Heimatdichter“ herausgeben. Das Buch hat 150 Seiten und enthält unveröffentlichte Gedichte in hochdeutscher und mundartlicher Sprache.